# Acto Institucional Nº 4
El Acto Institucional Nº 4 fue uno de los veinte Actos Institucionales o Decretos Constitucionales expedidos durante la última dictadura cívico-militar en Uruguay, entre 1976 y 1984. Todos ellos fueron inconstitucionales e implicaron el ejercicio de facto del Poder Constituyente. Mediante este Acto, las Fuerzas Armadas proscribieron la participación política de 15.000 ciudadanos uruguayos por el plazo de quince años.

## Coyuntura histórica
En junio de 1976, la Junta de Oficiales de las Fuerzas Armadas destituyó a Juan María Bordaberry porque consideró que su propuesta de eliminar los partidos políticos era muy arriesgada. Así, las Fuerzas Armadas nombraron interinamente a Alberto Demicheli, quien desde 1974 y hasta ese entonces había sido el presidente del Consejo de Estado.
Entre el 12 de junio y el 1 de septiembre de 1976, Demicheli ocupó la Presidencia y firmó, en ese período, el Acto Institucional Nº 1, que suspendió las elecciones previstas para noviembre de 1976, y el Acto Institucional Nº 2, por el que se crea el Consejo de la Nación. Entre sus cometidos, el nuevo organismo debía designar a los futuros presidentes del país.
El 26 de agosto el Consejo de la Nación nombró a Aparicio Méndez como primer mandatario por un período de cinco años (1976-1981). El 1 de septiembre, Méndez asumió el cargo firmando el Acto Institucional Nº 4 (que Demicheli no había querido suscribir). El objetivo del régimen cívico-militar era “sanear” los partidos políticos y ponerlos en sintonía con sus objetivos. En entrevistas a medios de comunicación por su asunción, Méndez afirmó que los partidos tradicionales sólo podían "ser eliminados por la historia y no por ningún gobierno ni por ningún decreto" (como sí lo había planteado el depuesto dictador Juan María Bordaberry), pero que debían "ser depurados, regulados y reorganizados".

## Acto Institucional Nº 4
Promulgado como decreto constitucional, el Acto Institucional Nº 4, citando “las situaciones creadas en el país por obra de la subversión y la inercia de los partidos políticos, sobre cuyos dirigentes gravitó el cargo de la descomposición institucional que diera origen al decreto de 27 de junio de 1973”, prohibió por quince años el ejercicio de todas las actividades políticas que autorizaba la Constitución a tres clases de personas:
1. La totalidad de candidatos a cargos electivos que integraron las listas para las elecciones de 1966 y 1971 de los partidos declarados ilegales por resoluciones del Poder Ejecutivo Nº 1788/67 de fecha 12 de diciembre de 1967 y Nº 1026/73 de 26 de noviembre de 1973; y la totalidad de personas que fueron procesadas por delito de lesa Nación (Artículo 1).
2. La totalidad de candidatos a cargos electivos que integraron las listas para las elecciones de 1966 y 1971 de las organizaciones políticas que estuvieron asociadas electoralmente con las organizaciones declaradas ilegales, bajo un mismo lema o sub-lema accidental o común; y la totalidad de personas que fueron procesadas por delitos contra la Administración Pública cometidos durante el ejercicio de sus cargos políticos. Esta prohibición no incluye el ejercicio del voto (Artículo 2).
3. La totalidad de candidatos a la Presidencia y Vicepresidencia de la República que integraron las listas de las elecciones de 1966 y 1971; los titulares y suplentes que hubieren ocupado activamente el cargo, en las Cámaras electas en 1966 y 1971, salvo los que están ocupando cargos políticos a la fecha de la promulgación de este Acto; y todos los miembros que en ese momento integraran los Directorios de los Partidos Políticos. La prohibición excluye el ejercicio del voto (Artículo 3).[2]

Asimismo, por el mismo Acto se estableció una Comisión Interpretativa, integrada por un representante del Poder Ejecutivo (el ministro del Interior, general Hugo Linares Brum), otro por el Consejo de Estado (Enrique Viana Reyes) y un tercero por la Junta de Comandantes en Jefe (contralmirante Francisco Sangurgo). Su misión era pronunciarse sobre los casos que se plantearan de oficio o a petición de parte. "Este riguroso régimen de proscripciones tendió a marginar del proceso de reestructuración partidaria tradicional, que el gobierno concebía como necesaria, a los cuadros dirigentes anteriores a la crisis de 1973".

### Otro acto relacionado
Por el denominado Acto Institucional N° 6, promulgado el 19 de enero de 1977, fueron intervenidas la Corte Electoral, la Oficina Nacional Electoral y las Juntas Electorales Departamentales.